# Rutherford (Californie)
Pour les articles homonymes, voir Rutherford.
Rutherford est une localité non incorporée du comté de Napa, en Californie. 
Rutherford est située au sein de Caymus Rancho, une parcelle de terres transférée à George Yount par le général Mariano Guadalupe Vallejo en 1838 en tant que paiement. Yount donna une partie des terres à sa fille Elizabeth et son mari Thomas Rutherford en 1864 comme cadeau de mariage. Ce dernier s'imposera par la suite comme un éleveur et producteur de vins de qualité à la fin des années 1800.
Le domaine Robert Mondavi est situé entre Rutherford et la localité voisine de Oakville (même si son siège social est à Saint Helena). Parmi les domaines viticoles les plus connus dans la région de Rutherford, on compte Beaulieu Vineyard, Grgich Hills Cellar et Rubicon Estate Winery, qui fut d'abord fondée sous le nom de Inglenook Winery. 
Le code postal de Rutherford est 94573.